# Cefetra
Cefetra ist ein niederländischer Großhandel im Agrarbereich. Vor allem ist Cefetra Lieferant von Getreide und Soja für die Mischfutterindustrie in Europa. Daneben werden Rohstoffe für die Nahrungs- sowie Biokraftstoffindustrie gehandelt. Das Handelsvolumen belief sich im Jahr 2014 auf rund 18,5 Millionen Tonnen.

## Geschichte
Cefetras Ursprünge liegen im Centraal Bureau, das 1899 gegründet wurde. 
Im Jahr 2002 wurde Cefetra unabhängig von Cebeco und änderte seinen Namen von Cebeco Feed Trading BV in Cefetra BV. Am Jahresende 2011 waren die ForFarmers Group, Agrifirm sowie die AgruniekRijnvallei Holding Anteilseigner an Cefetra. Im September 2012 kaufte die Baywa die gesamten Unternehmensanteile auf.
Zur Reduzierung ihrer Schuldenlast verkaufte die BayWa 2025 Cefetra an First Dutch.